# Kamieńczyk-Hütte
Die Kamieńczyk-Hütte (polnisch Schronisko Kamieńczyk, ehemals Zackelfallbaude) liegt auf einer Höhe von 830 m n.p.m. im polnischen Teil des Riesengebirges, einem Gebirgszug der Sudeten. Sie ist nach dem polnischen Namen für den Zackelfall (pl. Wodospad Kamieńczyka) benannt, der in unmittelbarer Nähe gelegen ist.

## Geschichte
Ausschlaggebend für den Bau der ersten Herberge am Zackelfall, war die Beliebtheit des Wasserfalls und der darunter liegenden Schlucht Zackelklamm (pl. Wąwóz Kamieńczyka) als eines der bevorzugten touristischen Reiseziele für Besucher des Gebiets um das damals preußische Schreiberhau (seit 1945 polnisch Szklarska Poręba). Bereits John Quincy Adams, der spätere Präsident der Vereinigten Staaten, besuchte die beiden Naturwunder und bemerkte in seinem Reisebericht „Letters on Silesia“ (Briefe über Schlesien) vom 1. August 1800:

„Um ein leichtes Tagewerk zu haben, entschlossen wir uns es für heute bei der Besichtigung des Zackenfalls bewenden zu lassen. […] Die Lage dieses Wasserfalles ist eben so wild und romantisch als der, welchen die Kochel bildet, und wenigstens dreimal so hoch; welches beinahe hundert und fünfzig Fuß beträgt. Wie an verschiedenen andern Stellen dieser Gegend, scheint auch hier irgend eine gewaltsame Naturbegebenheit die Felsen gespalten, und diese beträchtlichen Klüfte hervorgebracht zu haben, die den Wanderer von so vielen hochliegenden Gegenden herab angähnen.“

In den Jahren 1888–1890 wurde ein bequemer Zugang aus Schreiberhau kommend zur Schlucht angelegt und zu der kleinen Unterkunft weitergeführt, die um 1872 zusammen mit einer Restauration oberhalb des Wasserfalls erbaut worden war. In den Jahren 1923 bis 1924 wurde diese Herberge, die schon den Namen „Zackelfallbaude“ trug, unter dem damaligen Besitzer Franz Adolph zu einer großen Bergbaude erheblich erweitert. Dies wurde durch die rasante Entwicklung ermöglicht, die der Wintersport im Riesengebirge genommen hatte. Direkt bei der Baude wurden eine moderne Bobbahn und eine Sprungschanze angelegt.
Nach dem Zweiten Weltkrieg wurde das Gasthaus in eine Wachstation der Grenzschutzarmeen umgewandelt und in den polnischen Namen Kamieńczyk umbenannt. Bei einer umfassenden Renovierung 1984 brach ein Feuer aus, welches das gesamte Gebäude zerstörte.
Im Jahr darauf begannen die heutigen Besitzer damit, den Ort für Touristen wiederzubeleben. Anfangs bestand das bescheidene gastronomische Angebot im Verkauf von einfachen Mahlzeiten in einer kleinen Teestube. Die staatlichen Zwangsbewirtschaftung des Realsozialismus verhinderte eine auf privatwirtschaftliche Engagement beruhende touristische Weiterentwicklung. Erst die Wende des Jahres 1989 und das Ende der kommunistischen Volksrepublik Polen schufen die Voraussetzungen, die im Jahr 1995 den Bau der ersten privaten Herberge in den polnischen Bergen nach dem Krieg ermöglichten.

## Wander- und Fahrradrouten
Die Herberge kann über verschiedene Routen erreicht werden:

▬ – Die Hütte liegt am rot markierten Sudeten-Hauptwanderweg, der entweder direkt vom Stadtzentrum in Szklarska Poręba aus oder über verschiedene Nebenstrecken erreicht werden kann.

▬ – Ein schwarz ausgeschilderter Wanderweg, der an der Talstation der Reifträger-Seilbahn vorbeiführt, bietet an einer Wegkreuzung die Möglichkeit, auf einem gut befestigten Weg durch die Klamm zur Herberge zu gelangen; andernfalls kommt man zur „Kreuzung am Zackelfall“ (pl. Rozdroże pod Kamieńczykiem). Von hier geht es auf dem Hauptwanderweg weiter bergan, an der Zackelfallbaude vorbei, zum Berghotel Schronisko na Hali Szrenickiej.

Eine weitere Alternative ist die Versorgungsstraße zur Baude. Die etwa 1,8 km lange Strecke mit etwa 80 Höhenmetern bergauf kann mit dem Fahrrad in wenigen Minuten bewältigt werden.

## Galerie

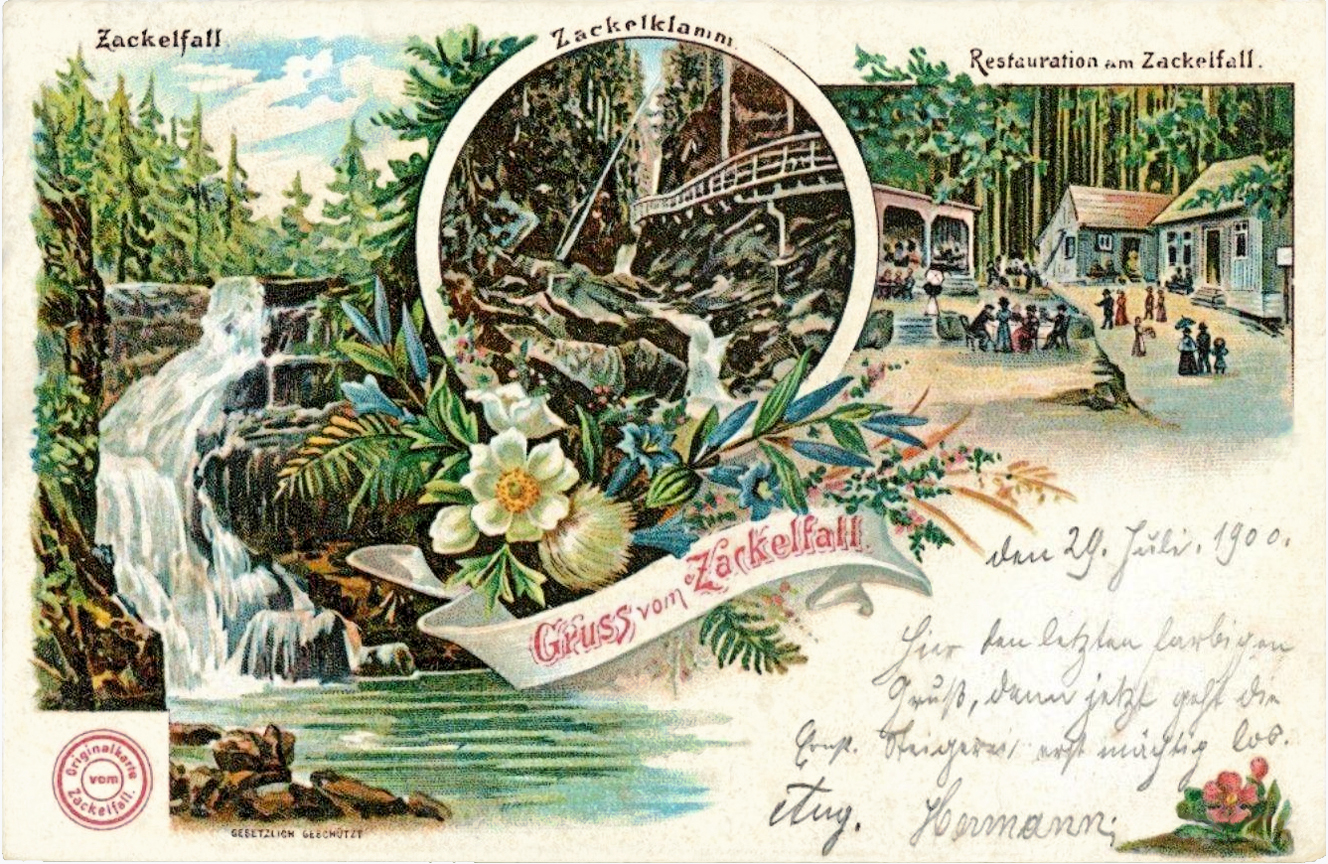
Historische Ansichtskarte aus dem Jahr 1900
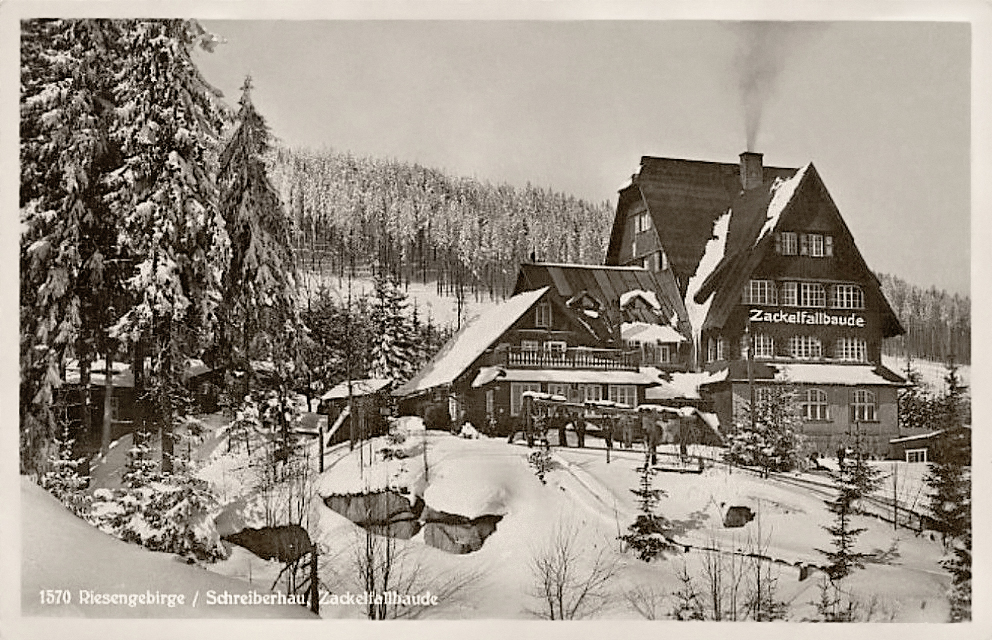
Der Vorgängerbau 1925, ein Jahr nach dem Neubau
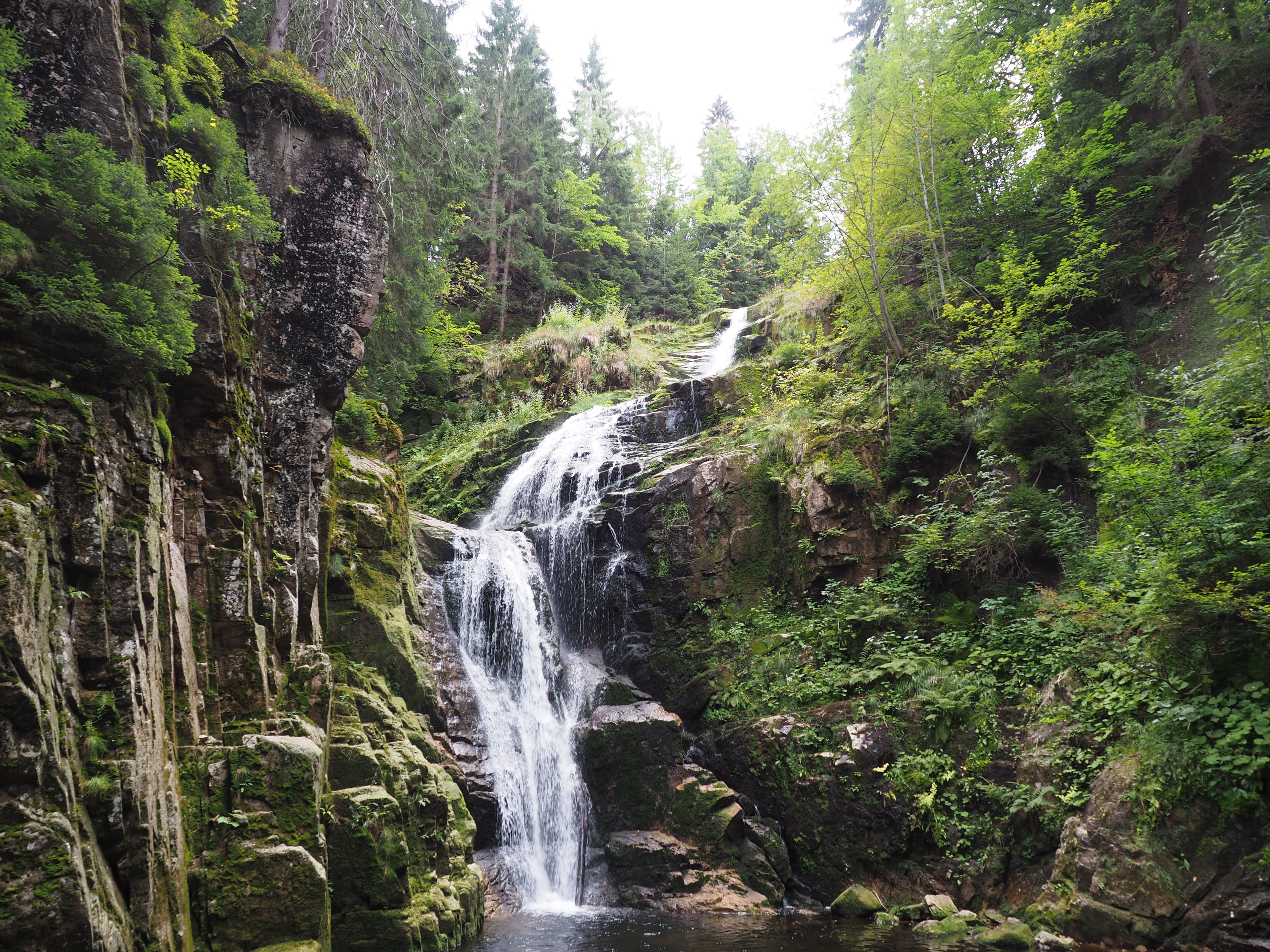
Blick auf den Zackelfall
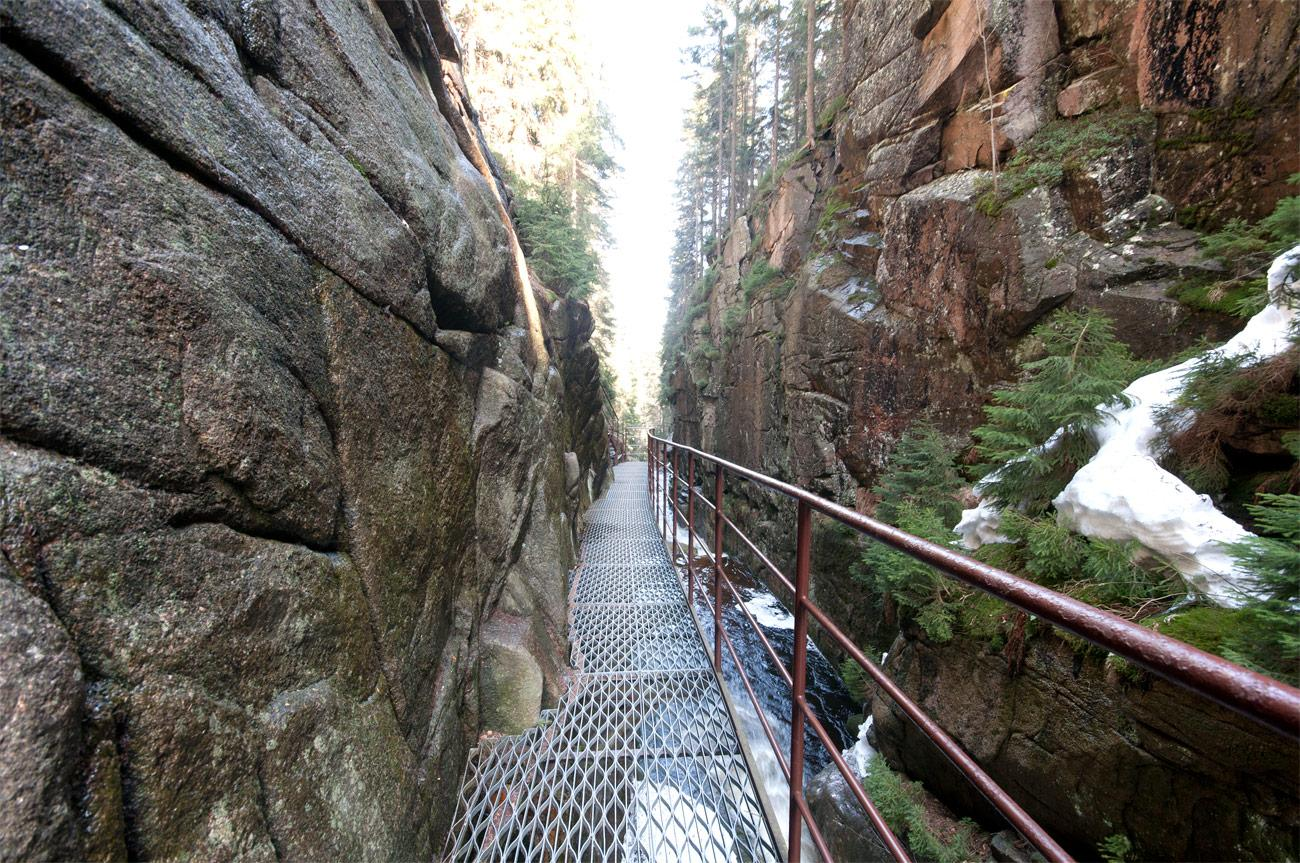
Der „Eisenweg“ durch die Schlucht